# Anthophora pedata
Anthophora pedata är en biart som beskrevs av Eduard Friedrich Eversmann 1852. Anthophora pedata ingår i släktet pälsbin, och familjen långtungebin. Inga underarter finns listade i Catalogue of Life.